# Ian Watson
Pour les articles homonymes, voir Ian Watson et Watson.
Œuvres principales
- L'Enchâssement

Ian Watson, né le 20 avril 1943 à Tyneside en Angleterre, est un écrivain britannique de science-fiction.

## Biographie et carrière littéraire
Diplômé de littérature d'Oxford, Ian Watson a vécu dans de nombreux et divers pays comme le Japon, l'Égypte et la Tanzanie où il enseigna l'anglais. Il enseigne la littérature à l'Arts et design Center de Birmingham. Révélé en 1969 par le magazine New Worlds avec une première nouvelle « Roof Garden Under Saturn », il est l'auteur de nouvelles et d'articles de critique littéraire. L'Enchâssement est son premier roman. 
Il a écrit une trilogie dans l'univers du jeu Warhammer 40,000.

## Œuvres

### SérieLe Livre de Mana
1. Les Proclamateurs, J'ai lu, coll. « Fantasy », 1998 ((en) Lucky's Harvest, 1993)
2. Les Coucous, J'ai lu, coll. « Fantasy », 1998 ((en) The Fallen Moon, 1994)
3. Lever de lune, J'ai lu, coll. « Fantasy », 1998 ((en) The Fallen Moon, 1994)

### Romans indépendants
- L'Enchâssement, Calmann-Lévy, coll. « Dimensions SF », 1974 ((en) The Embedding, 1973)Prix Apollo 1975 - Réédité en 2015 aux éditions Le Bélial' dans une traduction révisée
- Orgasmachine, Champ libre, coll. « Chute libre », 1976 ((en) The Women Factory, 1976)Réédité en 1979 aux éditions Jean-Claude Lattès
- Le Modèle Jonas, Calmann-Lévy, coll. « Dimensions SF », 1976 ((en) The Jonah kit, 1975)Prix British Science Fiction du meilleur roman 1977
- L'Inca de Mars, Calmann-Lévy, coll. « Dimensions SF », 1978 ((en) The Martian Inca, 1977)
- Ambassade de l'espace, Calmann-Lévy, coll. « Dimensions SF », 1979 ((en) Alien Embassy, 1977)
- Les Visiteurs du miracle, Calmann-Lévy, coll. « Dimensions SF », 1981 ((en) Miracle Visitors, 1978)
- La Mort en cage, Calmann-Lévy, coll. « Dimensions SF », 1984 ((en) Death Hunter, 1981)
- Le Voyage de Tchekhov, Denoël, coll. « Présence du futur », 1985 ((en) Chekhov's Journey, 1983), trad. Jean Bonnefoy.

### Recueil de nouvelles
- Chronomachine lente, Jean-Claude Lattès, 1981 ((en) The Very Slow Time Machine, 1979)
- Les Oiseaux lents, Denoël, coll. « Présence du futur », 1987 ((en) Slow Birds, 1985)

### Nouvelles
- Les Oiseaux lents, 1984 ((en) Slow Birds, 1983)Publiée dans Fiction no 351
- L'Élargissement du monde, 1985 ((en) The Width of the World, 1983)Publiée dans Univers no 85
- Les Socquettes blanches, 1985 ((en) White socks, 1985)Publiée dans Fiction no 365